# Cuckmere-Mündung
Koordinaten: 50° 45′ 18″ N, 0° 8′ 55″ O

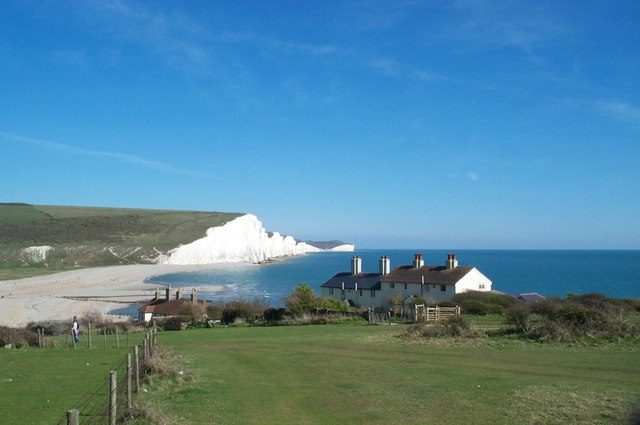
Die Klippen der Seven Sisters mit der Cuckmere Haven und den Cottages

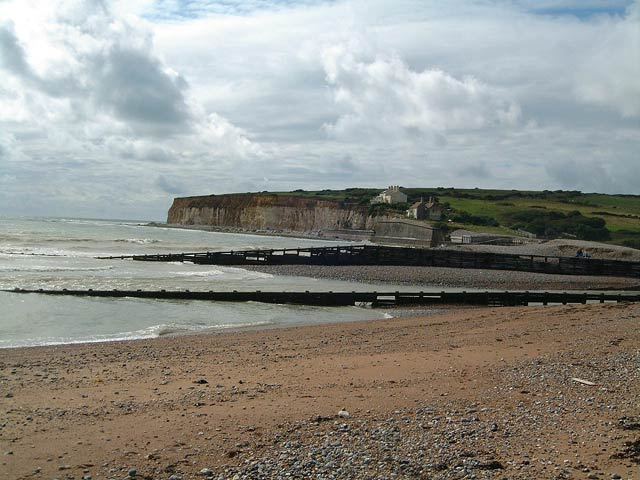
Einmündung des Cuckmere River in den Ärmelkanal

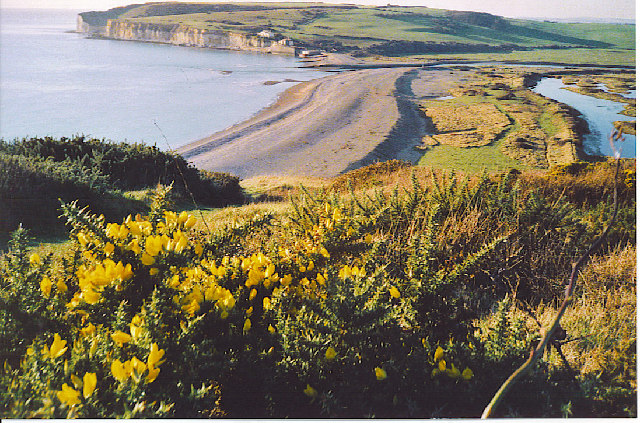
Cuckmere Haven aus Richtung der Seven Sisters

Die Cuckmere-Mündung (auch bekannt als Cuckmere Haven) ist eine Überschwemmungen ausgesetzte Ebene im südenglischen Sussex zwischen den Seebädern Eastbourne und Brighton.
Hier mündet der mäanderartig verlaufende Fluss Cuckmere in den Ärmelkanal ein. Cuckmere Haven ist ein beliebtes Touristenziel mit geschätzten 350.000 Besuchern pro Jahr, die sich mit ausgedehnten Strandspaziergängen und Wasseraktivitäten beschäftigen. Der Strand von Cuckmere Haven befindet sich unmittelbar an den bekannten Kalksteinklippen, den Seven Sisters, an denen eine Route des Wanderweges South Downs Way entlangführt. Bei Niedrigwasser ist es möglich, unmittelbar flussabwärts ein Wrack ausfindig zu machen. Dabei handelt es sich um die Polynesia, ein deutsches Segelschiff, welches im April 1890 beladen mit Nitrat und Soda westlich von Beachy Head auf Grund lief. Cuckmere Haven bietet auch einer Vielzahl von geschützten Vögeln und anderen Tieren eine Heimat.

## Geschichte

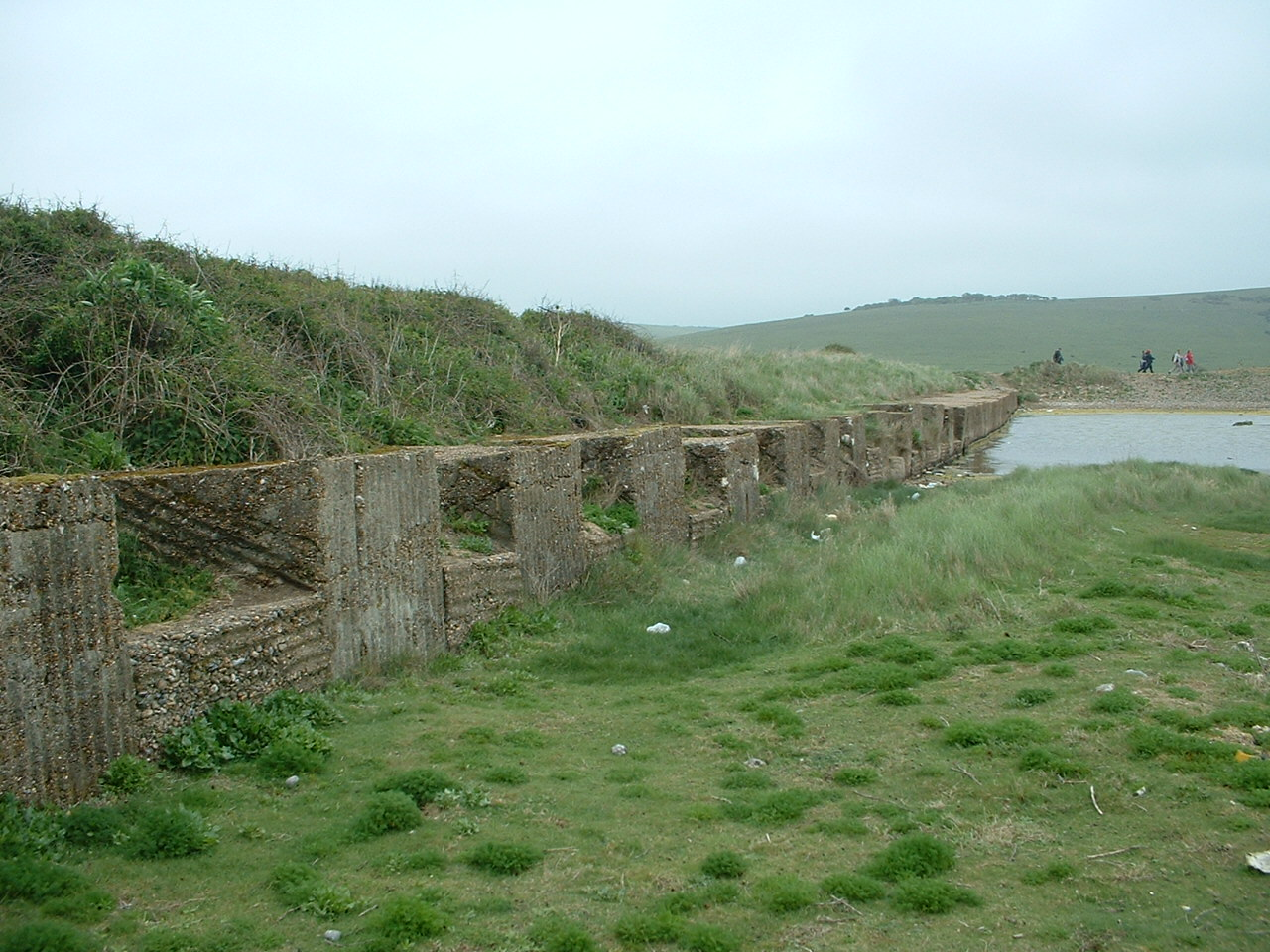
Panzersperre an der Cuckmere Haven aus der Zeit des Zweiten Weltkriegs

Der Strand wurde vom 16. bis 18. Jahrhundert häufig von Schmugglern benutzt. Beispielsweise überwältigten im Jahr 1783 zwei Schmugglerbanden (jede 200 bis 300 Mitglieder stark) die zahlenmäßig unterlegenen königlichen Beamten und schafften eine große Menge von Waren fort.
Im Zweiten Weltkrieg erregte diese Gegend die Aufmerksamkeit der deutschen Luftwaffe bei ihrem Auftrag, potentielle Landungsziele für eine Invasion Großbritanniens auszuspähen. Als Ergebnis dieser deutschen Aktivitäten entstanden zahlreiche Abwehrkonstruktionen wie Bunker, Panzerhindernisse, Panzerfallen und Gräben. Cuckmere Haven wurde während des Krieges nachts beleuchtet, um deutschen Bombern vorzugaukeln, sie befänden sich über Newhaven. Weiter im Hinterland wurde ein Flugfeld erstellt. Neben diesen festen Hindernissen wurde auch der Fluss Cuckmere stark vermint.

## Cuckmere Haven als Filmdrehort
- Der Strand von Cuckmere Haven erschien in der Anfangsszene von Kevin Costners Abenteuerfilm Robin Hood – König der Diebe von 1991.
- Die Seven Sisters Klippen waren 2005 auch Drehort in der Harry-Potter-Verfilmung Harry Potter und der Feuerkelch.
- Im Sommer 2006 diente der Strand als Kulisse für den 2007 erschienenen Film Abbitte. Eine Postkarte mit den Cottages für die Rettungsboote und dem dahinterliegenden Strand samt den Seven Sisters war ein zentrales Element der Handlung des Filmes. Robbie Turner, dargestellt von James McAvoy, betrachtet in diesem Drama immer wieder diese Postkarte und sehnt sich nach der Idylle, die ihn hier nach dem Krieg mit Cecilia Tallis, dargestellt von Keira Knightley, erwartet. Die Schlussszene mit den herumalbernden Robbie und Cecilia wurde am Strand von Cuckmere Haven gefilmt.